# Cardeñosa de Volpejera
Cardeñosa de Volpejera è un comune spagnolo di 52 abitanti situato nella comunità autonoma di Castiglia e León.